# Paul Tschackert
Paul Moritz Robert Tschackert (* 10. Januar 1848 in Freystadt (Schlesien); † 7. Juli 1911 in Göttingen) war ein deutscher evangelischer Kirchenhistoriker.

## Leben
Der Sohn eines katholischen Bürgers, der später zum evangelischen Glauben konvertierte, und einer evangelischen Mutter wurde evangelisch getauft. Da der Vater früh starb, war Tschackert beim Besuch des Gymnasiums in Sagan auf fremde Unterstützung angewiesen. Die Lehrer des Gymnasiums stammten vorwiegend aus der katholischen Glaubensrichtung, außer dem evangelischen Religionslehrer. So wurde er schon früh mit den Vorgängen in der römischen Kirche vertraut. Als 20-Jähriger bezog er 1868 die Universität Breslau, um ein Studium der Theologie zu absolvieren. Hier stieß er auf Hermann Reuter, der seine theologischen Studien maßgeblich beeinflusste und dafür sorgte, dass Tschackert im Herbst 1869 das Schlesische Konvikt in Halle (Saale) besuchte.
Während seines zweijährigen Aufenthaltes in Halle studierte er dort mit großem Fleiß bei Martin Kähler Evangelische Theologie und bestand im achten Semester das theologische Examen mit Sehr gut. Daher wurde er von der theologischen Fakultät aufgefordert, zu promovieren. Danach war er anderthalb Jahre als Hauslehrer in Frankfurt an der Oder aktiv und absolvierte ausgerüstet mit einem Lutherstipendium das historische Seminar von Georg Waitz an der Universität Göttingen. Hier hatte er die Stipendiumsschrift Der Kardinal Peter von Ailli und die beiden ihm zugeschriebenen Schriften „De difficultate reformationis in concilio universali“ und „Monita de necessitate reformationis in capite et membris“ abzufassen. 1875 erwarb er an der Universität Breslau das Lizenziat der Theologie und habilitierte sich als Privatdozent im selben Jahr in Breslau für Kirchengeschichte.
Aufgrund der Dissertation Die Unechtheit der angeblichen Aillischen Dialoge De quaerelis Franciae et Angliae und De iure successionis utromque regum in regno Franciae (aus den Jahren 1413–1415) wurde er 1876 an der Universität Leipzig zum Doktor der Philosophie promoviert und verfasste im gleichen Zeitraum den Aufsatz Pseudo-Zabarellas Capita agendorum und ihr wahrer Verfasser. Der Erstgutachter seiner Dissertation war der Historiker Georg Voigt. Die Ergebnisse seiner Studien erschienen in seiner Schrift Die angebliche Aillische Schrift „Determinatio pro quietatione conscientiae simplicium“ ein Werk Gersons. 1877 wurde er außerordentlicher Professor an der Universität Halle und übernahm 1879 als Nachfolger Kählers die Inspektion am Schlesischen Konvikt.
Am 1. April 1884 wurde er zum ordentlichen Professor der Kirchengeschichte an die Universität Königsberg berufen, wo er Zugang zum wertvollen Archiv der Hochschule erlangte und sich intensiv mit den urkundlichen Schätzen der Hochschule auseinandersetzte, vor allem auf dem Gebiet der Reformationsgeschichte. 1890 wurde er schließlich als Professor der Kirchengeschichte an die Universität Göttingen berufen. 1891 wurde er zum Ehrenphilister des Göttinger Wingolf. In Göttingen arbeitete er vor allem auf dem Gebiet der niedersächsischen Kirchengeschichte, wurde 1896 Mitbegründer der Gesellschaft für niedersächsische Kirchengeschichte und einer der ersten bedeutenden Bearbeiter der Zeitschrift der Gesellschaft für niedersächsische Kirchengeschichte. Vor allem waren seine Artikel zur Reformationsgeschichte sehr reichhaltig. 1907 bekam er eine Lungenentzündung und zog sich aus gesundheitlichen Gründen von der Öffentlichkeit zurück und starb in seinem Wohnsitz in Göttingen, in der Wilhelm-Weber-Straße 9.

## Werk
Tschackert hat zahlreiche Artikel in der Allgemeinen Deutschen Biographie und in der zweiten sowie dritten Auflage der Realenzyklopädie für protestantische Theologie und Kirche abgefasst. Zudem finden sich in Fachjournalen wie der Zeitschrift für Kirchengeschichte, dem Archiv für Reformationsgeschichte, der Neuen Kirchlichen Zeitung, den Flugschrift des Evangelischen Bundes, den Theologischen Studien und Kritiken etc. zahlreiche Fachaufsätze. Von hohem Wert sind auch seine Editionen zur Kirchengeschichte der Reformationsgeschichte im Herzogtum Preußen in der Schriftenreihe des Preußischen Staatsarchives in Berlin.

## Werke (Auswahl)
- Petrus Alliacenus de eccleria. 1875.
- Anna Maria von Schürmann, der Stern von Utrecht, die Jüngerin Labadie's. Ein Bild aus der Culturgeschichte des 17. Jahrhunderts. Friedrich Andreas Perthes, Gotha 1876. (Vortrag über Anna Maria von Schürmann, 1876; als PDF bzw. online – Internet Archive)
- Card. P. v. Ailli und ihm zugeschriebenen Schriften. 1877.
- Die Päpste der Renaissance. Halle 1879.
- Über evangelischen Kirchenbaustil. Halle 1891.
- Evangelische Polemik gegen die römische Kirche. Gotha 1885, 1888.
- Johann Brießmanns Flosculi, die erste grundlegende Reformationsschrift im Ordenslande Preußen. Gotha 1887.
- Georg von Polentz, Bischof von Samland, Charakterbild. 1888 In: Kirchengegeschichtliche Studien, Hermann Reuter gewidmet. 1888.
- Unbekannte Handschriftliche Predigten und Scholien M. Luthers. Berlin 1888.
- Urkundenbuch zur Reformationsgeschichte des Herzogtums Preußen. Leipzig 1890 3. Bde. (Publikation aus dem Preußischen Staatsarchiv Bd. 43–45).
- Paul Speratus von Rötlen, evangelischer Bischof von Pomesanien in Marienwerder. Halle 1891.
- Die Unvereinbarkeit des Jesuidenordens mit dem deutschen Reiche. 1891.
- Christliche Ermahnung an Herrn Walt. Von Plettenberg von Friedrich, Herrn zu Heideck. Königsberg 1892 (auch In: Schriften des Vereins für Reformationsgeschichte. Sowie als Nachträge zur preußischen Reformationsgeschichte. In: Zeitschrift für Kirchengeschichte. (ZKG) 1897).
- Herzog Albrecht von Preußen als reformatorische Persönlichkeit. Halle 1894 (auch in: Schriften des Vereins für Reformationsgeschichte, als „Nachträge zur preußischen Reformationsgeschichte“ in: Zeitschrift für Kirchengeschichte 1897 sowie in: Sammelband Paul Speratus Scripta).[5]
- Ungedruckte Briefe zur allgemeinen Reformationsgeschichte. 1894.
- Magister Johann Sutel (1504–1575) Reformator von Göttingen, Schweinfurt und Nordheim, erster evangelischer Prediger an der Universitätskirche und erster Superintendent von Göttingen. 1897, 1904.
- D. Mission, Vereinssache oder Aufgabe der Kirche? 1897.
- Nachträge zur preußischen Reformationsgeschichte. In: Zeitschrift für Kirchengeschichte. 1897.
- Melanchthons Bildungsideale. 1897.
- Herzogin Elisabeth von Münden (gest, 1558), geb. Markgräfin von Brandenburg, die erste Schriftstellerin aus dem Hause Brandenburg und dem braunschweigischen Hause, ihr Lebensgang und ihre Werke. Berlin und Leipzig 1899 (Hohenzollerjahrbuch).
- Anton Corvinus Leben und Schriften. Hannover 1900.
- Briefwechsel des Anton Corvinus. Hannover 1900.
- Staat und Kirche im Königreich Preußen. 1901.
- Die Augsburgische Konfession, deutsch und lateinisch, nach den besten Handschriften aus dem Besitze der Unterzeichner. Kritische Ausgabe, mit den wichtigsten Varianten der Handschriften und dem Textus receptus. Leipzig 1901.
- Das echte Lutherbild. 1904 Neubearbeitet Kurz.
- Lehrbuch der Kirchengeschichte für Studierende. 1899 (Mit Bonwetsch).
- Modus vivendi. München 1908.
- Analecta Corviniana, Quellen zur Geschichte des niedersächsischen Reformators Ant. Corvinus. Leipzig 1910.
- Die Entstehung der lutherischen und der reformierten Kirchenlehre samt ihren innerprotestantischen Gegensätzen. Göttingen 1910.
- Kurzgefaßter Studiengang für Theologen. Göttingen 1911.
- Sammelband Paul Speratus Scripta. In: Theologische Studien und Kritiken. 1911.
- Dr. Eberhard Weidensee († 1547), Leben und Schriften. Berlin 1911.